# 96178 Rochambeau
96178 Rochambeau è un asteroide della fascia principale. Scoperto nel 1987, presenta un'orbita caratterizzata da un semiasse maggiore pari a 2,5793434 UA e da un'eccentricità di 0,3546977, inclinata di 2,79836° rispetto all'eclittica.